# حنان الحروب
حنان حامد محمد الحروب هي مُعلمة فلسطينية حائزة على جائزة أفضل معلم في العالم والتي اطلقتها مؤسسة فايركي جيمس التي تختص بتطوير التعليم في دورتها الثانية لعام 2016م، بعدما فازت بالدورة الأولى عام 2015م المعلمة الامريكية نانسي اتويل، وقد نالت الجائزة التي تبلغ مليون دولار من الشيخ محمد بن راشد آل مكتوم.

## حياتها
وُلدت حنان الحروب في مخيم الدهيشة لأسرة فلسطينية لاجئة عام 1948، وتخرجت من مدرسة بنات الدهيشة في الفرع العلمي. أكملت تعليمها الجامعي في جامعة القدس المفتوحة ودرست التربية الابتدائية. تعمل الآن معلمة في مدرسة سميحة خليل الأساسية العليا المختلطة في محافظة رام الله والبيرة. في 5 يونيو 2016، منحها الرئيس الفلسطيني محمود عباس لقب سفير فلسطين الفخري للتعليم المبدع.

## وصلات خارجية
1. حنان الحروب من مخيم الدهيشة إلى نوبل.
2. شاهد ماذا قالت المعلمة الفلسطينية حنان الحروب الفائزة بجائزة أفضل معلم في العالم؟ - سي أن أن.
3. تلفزيون فلسطين، حنان الحروب أفضل معلمة في العالم.
4. الفلسطينية، حنان الحروب من أفضل 10 معلمين في العالم.
5. حنان الحروب، أفضل معلمة في العالم.